# Gonzales Coques

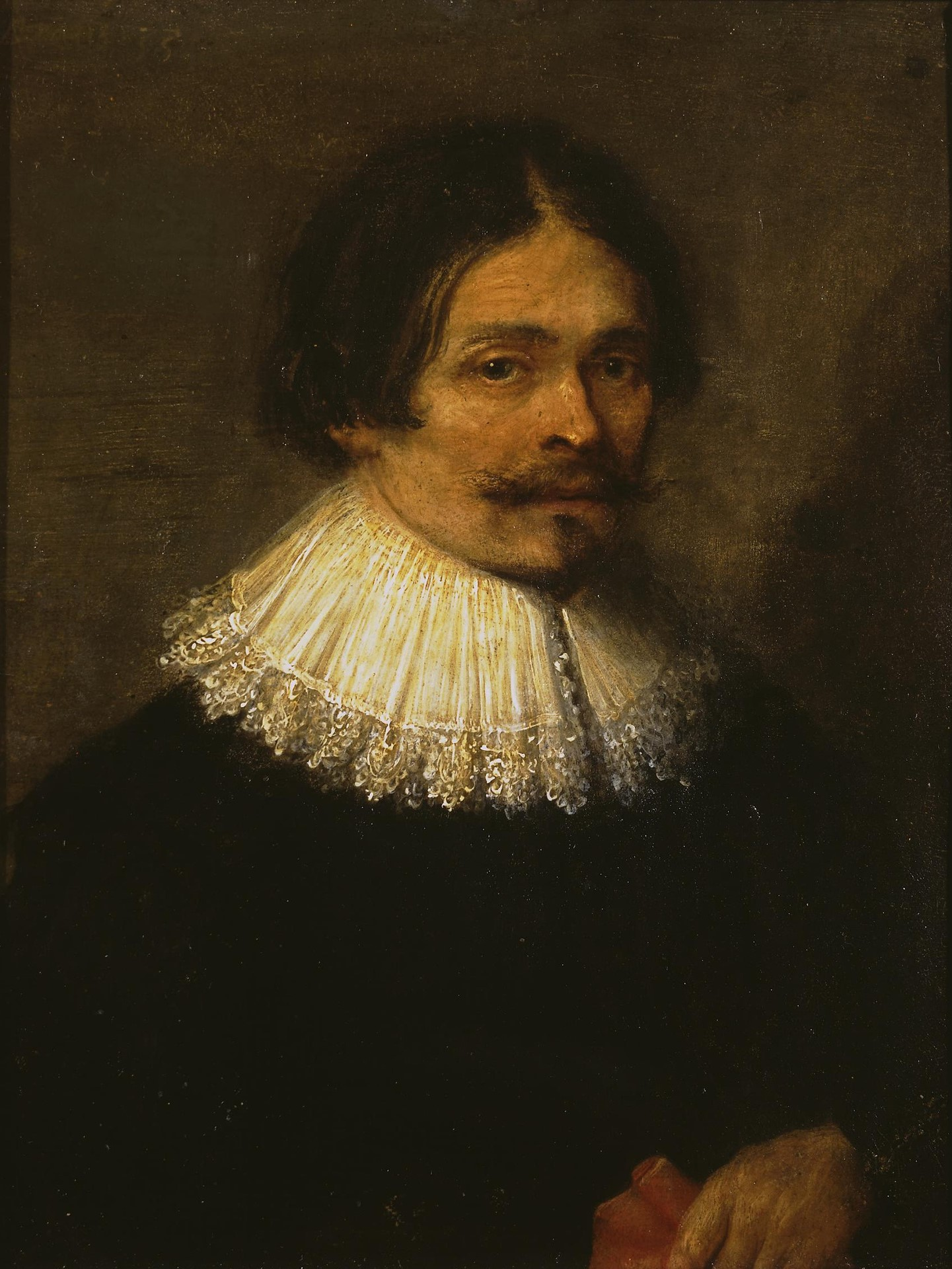
Selbstporträt

Gonzales Coques (* 1614 oder 1618 in Antwerpen; † 18. April 1684 ebenda) war ein flämischer Bildnis- und Historienmaler. Die Nähe zur Darstellungswelt Anton van Dycks und wohl auch seine Vorliebe für das Kleinformat trugen ihm den Beinamen der „kleine van Dyck“ ein. Coques arbeitete auch als Kunsthändler.

## Leben
Coques wurde in Antwerpen als Sohn von Pieter Willemsen Cock und Anne Beys geboren. Es gibt keine Gewissheit über das genaue Datum seiner Geburt. Die Schätzungen liegen zwischen dem 8. Dezember 1614, dem Datum, an dem eine Gonzala Coques in der Antwerpener St.-Georgs-Kirche getauft wurde (möglicherweise eine ältere Schwester, obwohl weibliche 'a'-Endungen von Vornamen von Jungen im Antwerpen des 17. Jahrhunderts durchaus vorkamen) und 1618, dem Datum unter dem gestochenen Porträt in dem Buch Het Gulden Cabinet des Biographen Cornelis de Bie von 1661. Das spätere Datum ist weniger wahrscheinlich, da Coques seine Lehre 1626 begann, was für einen 12-Jährigen wahrscheinlicher wäre als für einen 8-Jährigen.

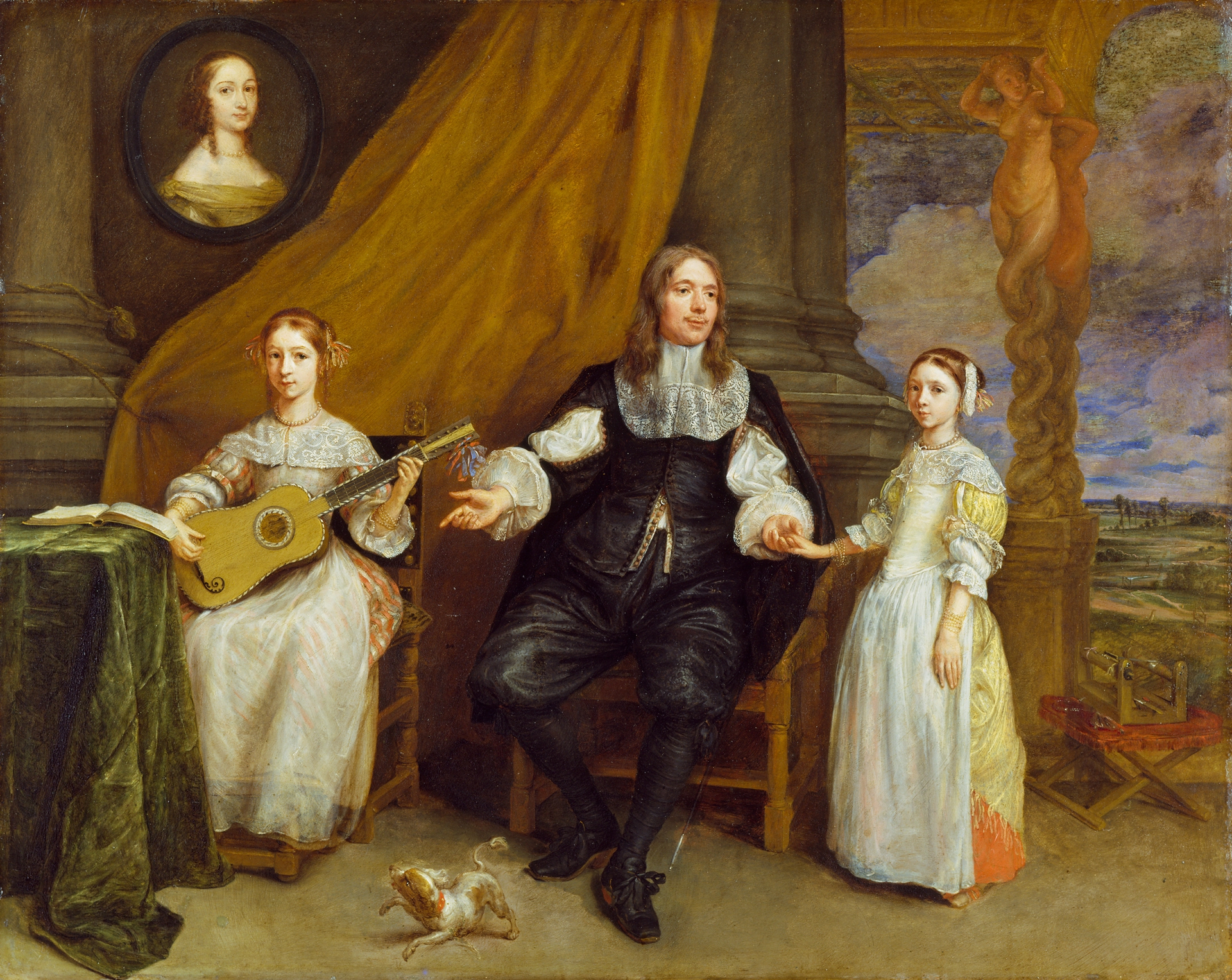
Herr mit seinen zwei Töchtern

Gonzales Coques wurde erstmals 1626–1627 bei der Antwerpener Lukasgilde als Schüler von Pieter Brueghel d. J. oder dessen Sohn Pieter III. Brueghel registriert. Als sein Lehrer wird David Rijckaert (es ist nicht klar, ob David Ryckaert I oder sein Sohn David Rijckaert II gemeint ist) unter einem von Joannes Meyssens gestochenen Porträt genannt, das in Meyssens' Publikation Image de divers hommes von 1649 aufgenommen wurde. Coques wurde im Gildejahr 1640–1641 Meister in der Lukasgilde. Er heiratete am 11. August 1643 Catharina Ryckaert (gestorben am 2. Juli 1674), die Tochter von David Rijckaert II, seinem mutmaßlichen Meister. Der prominente Antwerpener Maler David Ryckaert III. war also sein Schwager. Ihre Tochter Catharina Gonzaline wurde (bereits) am 5. Januar 1644 geboren. Aus dieser Ehe ging eine zweite Tochter hervor.
Aus der stilistischen Analyse lässt sich schließen, dass Coques wahrscheinlich für van Dyck arbeitete. Die erste Periode der Zusammenarbeit fand wahrscheinlich zwischen 1629 und 1632 statt, d. h. nach van Dycks Rückkehr nach Flandern und seiner Abreise nach England. Die zweite Periode war in den Jahren 1634–1635, als van Dyck wieder in Antwerpen war. Coques' intime Kenntnis einiger späterer englischer Kompositionen van Dycks deutet auf einen möglichen Aufenthalt von Coques in England während van Dycks letztem Aufenthalt in England hin. Dies würde auch erklären, warum auf dem von Joannes Meyssens gestochenen Porträt von Coques erwähnt wird, dass Coques für Karl I. von England gearbeitet hatte. Er arbeitete auch für die beiden Söhne Karls I., Henry Stuart, Duke of Gloucester und Karl II. während ihres Exils in Brügge in den Jahren 1656–1657.

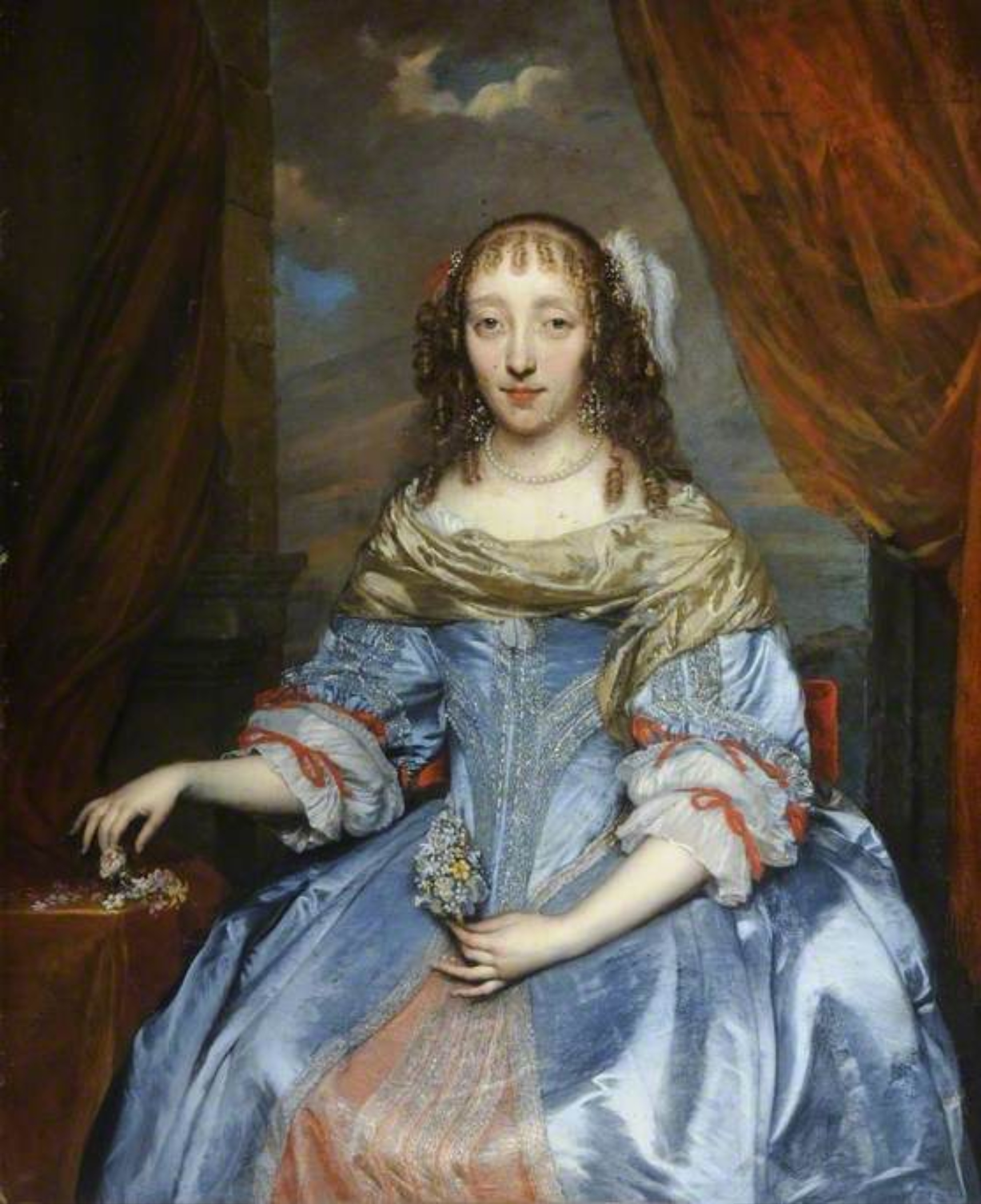
Dame im blauen Satinkleid

Solche Auslandsreise würde auch eine Erklärung für die lange Zeitspanne bieten, die zwischen dem Zeitpunkt, an dem Coques seine Lehre begann (1620), und dem Datum, an dem er Meister in der Gilde wurde (1640), liegt.
Coques war Mitglied von zwei Rhetorikkammern in Antwerpen. Er diente zweimal als Diakon der Lukasgilde.  1671 wurde er Hofmaler von Juan Dominico de Zuñiga y Fonseca, dem Gouverneur der südlichen Niederlande, der in Brüssel residierte.
Nach dem Tod seiner ersten Frau heiratete Coques am 21. März 1675 Catharina Rysheuvels (sie starb am 25. November 1684). Das Paar hatte keine Kinder.
Coques arbeitete sowohl für das wohlhabende Antwerpener Bürgertum als auch für aristokratische Auftraggeber wie den Gouverneur Juan Dominico de Zuñiga y Fonseca, Johann von Österreich den Jüngeren, Friedrich Wilhelm, Kurfürst von Brandenburg, und Friedrich Heinrich, Prinz von Oranien.  Coques genoss die Gunst des holländischen Hofes in Den Haag, möglicherweise weil seine Gemälde im Stil von van Dyck und mit Szenen mit Hirten und Hirtinnen den höfischen Geschmack der Zeit trafen.
Über Coques' Werkstattpraxis ist nur wenig bekannt. In den Registern der St.-Lukas-Gilde sind zwei Lehrlinge verzeichnet: Cornelis van den Bosch (1643/44) und Lenardus-Franciscus Verdussen (1665/66), Künstler, über die sonst nichts bekannt ist.
Er starb am 18. April 1684 in Antwerpen.

## Werke

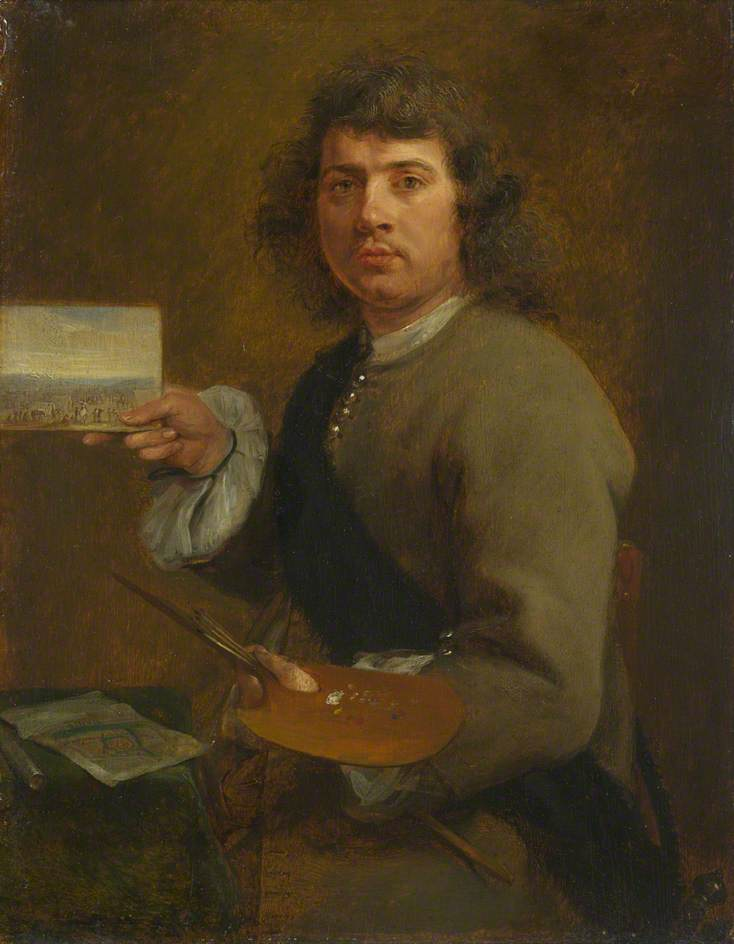
Der Sinn des Sehens (Porträt von Robert van den Hoecke)

Gonzales Coques ist vor allem als Maler von Einzel- und Familienporträts bekannt, die er typischerweise in kleinerem Maßstab ausführte, als es zu dieser Zeit üblich war. Obwohl diese kleinen Kabinettbilder als Konversationsstücke bezeichnet wurden, eine Art elegantes, informelles Gruppenporträt, dessen Erfindung ihm zugeschrieben wird, hat die neuere Forschung betont, dass seine Gruppenporträts eher als erzählende Porträts denn als Genreporträts, Konversationsstücke oder lustige Gesellschaften zu sehen sind.
Trotz seiner Vorliebe für kleinformatige Kabinettbilder soll Coques großformatige Porträts und Historienbilder (in Zusammenarbeit mit anderen Malern) für den Haager Hof angefertigt haben, deren aktueller Verbleib nicht bekannt ist. Schließlich wirkte Coques an der Ausführung von sogenannten Galeriebildern mit und organisierte diese.
Coques ist vor allem für seine Porträts und insbesondere für seine Gruppenporträts bekannt. Sein Werk zeigt den Einfluss der großen Antwerpener Meister wie Rubens. Der wichtigste Einfluss auf sein Werk war jedoch van Dyck. Einige von Coques' Werken können in der Tat als die Übertragung von van Dyck-Kompositionen auf kleinere Kabinettstücke betrachtet werden. Man kann sagen, dass er dem wohlhabenden Bürgertum das lieferte, was van Dyck seinen aristokratischen Auftraggebern lieferte.  In dieser Rolle löste er ab den 1640er Jahren den anderen führenden Porträtmaler des 17. Jahrhunderts für das Antwerpener Bürgertum, Cornelis de Vos, ab, der sich ab dieser Zeit mehr auf die Historienmalerei konzentrierte.

## Belege
1. 1 2 3 4 5 6  Veronique van Passel, "Coques [Cocks; Cox], Gonzales [Consael; Gonsalo]", Grove Art Online. Oxford University Press
2. 1 2 3 4 5  Ursula Härting, Review of Marion Lisken-Pruss, Gonzales Coques (1614-1684). Der kleine Van Dyck (Pictura Nova. Studies in 16th- and 17th-Century Flemish Painting and Drawing XIII). Turnhout: Brepols 2013., in: Historians of netherlandish art, Newsletter and Review of Books Vol. 30, No. 2, November 2013, S. 46–47
3. 1 2 3 4 5 6  Gonzales Coques, Website der RKD – Nederlands Instituut voor Kunstgeschiedenis
4. ↑  Siehe Liggeren, S. 635
5. ↑  Hans Vlieghe, Constantijn Huygens en de Vlaamse schilderkunst van zijn tijd, in: De zeventiende eeuw. Jaargang 3, S. 190–201
6. ↑  Hans Vlieghe (1998). Flemish Art and Architecture, 1585-1700. Pelican history of art. New Haven: Yale University Press. S. 146–148
7. ↑  Bert Timmermans, Patronen van patronage in het zeventiende-eeuwse Antwerpen: een elite als actor binnen een kunstwereld, Amsterdam University Press, 2008 - Antwerp (Belgium), S. 170–171

| Personendaten    | Personendaten    |
| ---------------- | ---------------- |
| NAME             | Coques, Gonzales |
| ALTERNATIVNAMEN  | Coques, Conzales |
| KURZBESCHREIBUNG | flämischer Maler |
| GEBURTSDATUM     | 1614 oder 1618   |
| GEBURTSORT       | Antwerpen        |
| STERBEDATUM      | 18. April 1684   |
| STERBEORT        | Antwerpen        |